# Johannes Benedicti
För ärkebiskopen och riksföreståndaren, se Jöns Bengtsson Oxenstierna.
Johannes Benedicti, född i Stora Kopparberget, död 1603 i Västerås, var en svensk präst och riksdagsman.

## Biografi
Johannes Benedicti var son till en bergsbrukare i Stora Kopparberget vid namn Bengt Jönsson. Han studerade i Tyskland och tog magistergraden 1583 i Wittenberg. Han blev vid ankomsten till Sverige värvad av Västerås trivialskola och nämns 1593 som dess rektor, året därpå som dekanus och sedermera som poenitentiarius.
Johannes undertecknade beslutet från Uppsala möte. Han var fullmäktig för domkapitlet vid riksdagen 1595 och riksdagen 1600.
Hans hustru Margareta var dotter till biskop Erasmus Nicolai Arbogensis. Med henne fick han sonen Andreas Johannis Arosiandrinus. Hustrun gifte som änka om sig med hans elev Olaus Andreæ Dalekarlus.